# 台湾蜻蜓兰
台湾蜻蜓兰（学名：Tulotis devolii），又名长叶蜻蜓兰，为兰科蜻蜓兰属下的一个种。产于台湾。生于海拔1900-2400米的山坡林下阴处。

## 扩展阅读
- 維基物種上的相關：台湾蜻蜓兰